# Șceasnivka, Bobrovîțea
Șceasnivka (în ucraineană Щаснівка) este localitatea de reședință a comunei Șceasnivka din raionul Bobrovîțea, regiunea Cernihiv, Ucraina.

## Demografie
Componența lingvistică a localității Șceasnivka
     Ucraineană (96,23%)
     Rusă (3,52%)
     Alte limbi (0,25%)
Conform recensământului din 2001, majoritatea populației localității Șceasnivka era vorbitoare de ucraineană (96,23%), existând în minoritate și vorbitori de rusă (3,52%).